# Nandar
Nandu Gyawali (nascida em 1995, em Myanmar), conhecida como Nandar, é uma ativista feminista em Myanmar. Ela é fundadora do Purple Feminists Group e apresentadora dos podcasts G-Taw Zagar Wyne (em birmanês) e Feminist Talks (em inglês). Em 2020, ela foi nomeada para a lista das 100 mulheres da BBC.

## Vida pregressa
Nandar nasceu em 1995 em Mansam, uma cidade na área de Namtu Township, no estado de Shan, em Myanmar. Seu pai morreu de um ataque epilético quando ela era adolescente. Sua mãe, que estava presente durante a convulsão, recusou-se a ajudá-lo porque estava menstruada, e a tradição cultural a levou a acreditar que tocá-lo agravaria seus sintomas. Isso marcou a adolescência de Nandar e a levou a se tornar uma educadora e ativista nas questões de sexo e gênero.
Ela se recusou a se casar e ficar em sua cidade natal. Em vez disso, buscou uma educação em Rangum, bem como por meio de programas de bolsas de estudos na Tailândia e em Bangladesh.

## Ativismo
Nandar se envolveu diretamente no ativismo feminista em 2017, traduzindo o ensaio "Todos deveríamos ser feministas", de Chimamanda Ngozi Adichie, para o birmanês. Ela traduziu o manifesto epistolar de Adichie, Querida Ijeawele, ou Um Manifesto Feminista em Quinze Sugestões. 
Em 2018, Nandar traduziu, produziu e atuou na primeira produção de Os Monólogos da Vagina, de Eve Ensler, em Myanmar. As produções também foram realizadas nos dois anos seguintes.
Depois de trabalhar para a Rainfall Feminist Organization em Rangum, Nandar fundou a organização ativista Purple Feminists Group, que promove a saúde sexual e reprodutiva entre jovens em Myanmar, divulga a conscientização sobre os direitos humanos, advoga contra a violência de gênero e luta contra os tabus da sociedade de Myanmar. Uma das principais campanhas da organização centrou-se na remoção do estigma contra a menstruação em  Myanmar.
Em agosto de 2019, por meio do Purple Feminists Group, Nandar lançou o podcast G-Taw Zagar Wyne, que visa dar voz às mulheres de Myanmar. O podcast, cujo nome significa algo como "mulher intrometida", um insulto birmanês geralmente dirigido a mulheres mais velhas que são intrometidas, trata de tópicos como menstruação, aborto e consentimento. Apresenta conversas com especialistas e mulheres anônimas contando suas próprias histórias. Em julho de 2020, lançou um segundo podcast, o Feminist Talks (em inglês), com o objetivo de atingir um público mais amplo. Embora o podcasting não seja particularmente popular em Myanmar, o objetivo de Nandar é alcançar pessoas que podem ter tido seus estudos interrompidos e não sabem ler. Alguns episódios levaram os críticos a ameaçá-la com violência.
Após o golpe de estado de  Myanmar, em 2021, Nandar também se envolveu nos protestos antigolpe, dizendo: "Eu compararia a ditadura ao patriarcado e a democracia ao feminismo."

## Reconhecimento
Em 2020, ela foi nomeada para a lista das 100 mulheres da BBC de figuras femininas influentes.